# 高山彦九郎

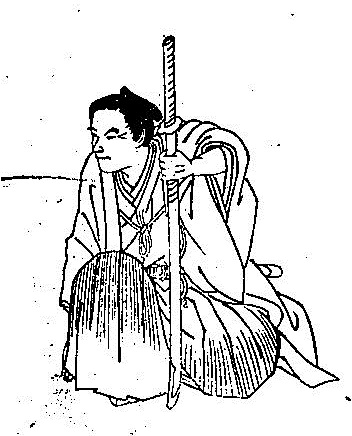
高山彦九郎

高山彦九郎（1747年—1793年）是日本尊皇思想家。出生於上野國。与林子平、蒲生君平并称“宽政三奇人”。他也是早期的尊王攘夷的倡导者之一，尊王攘夷在日本明治维新前的幕末时期产生了巨大的影响。

## 外部連結
- . kotobank （日语）.